# Turdoides gularis
Turdoides gularis là một loài chim trong họ Leiothrichidae.